# پروتوینو
شهر پروتوینو (به روسی: Протвино) در کشور روسیه و در اوبلاست مسکو واقع شده‌است.